# Adolfo Canepa
Adolfo Juan Canepa (Londres, 17 de diciembre de 1940) es un político y profesor británico. Miembro del partido Asociación para la Promoción de los Derechos Civiles, fue entre 1976 y 1978 el alcalde de Gibraltar y durante un año desde 1987 a 1988 fue el cuarto ministro principal de Gibraltar. Está casado con su esposa Julie y tiene tres hijos.

## Biografía
Proveniente de una familia gibraltareña, sus padres se trasladaron a vivir hacia el Reino Unido tras las evacuaciones de la población de gibraltareña durante la Segunda Guerra Mundial, donde Adolfo Canepa nació en la capital británica de Londres en el año 1940. Años más tarde realizó sus estudios universitarios en Londres donde se licenció en magisterio. Posteriormente se trasladó para residir a Gibraltar, trabajando como profesor en la Escuela de Secundaria de Gibraltar Christian Brothers School perteneciente a la Congregación de los Hermanos Cristianos, donde estuvo trabajando durante unos años. Tiempo más tarde dejó su trabajo en la enseñanza y se inició en el mundo de la política, entrando en el partido político Asociación para la Promoción de los Derechos Civiles (AACR) convirtiéndose en un miembro destacado. Tras la llegada de las elecciones generales de Gibraltar del año 1972 Adolfo Canepa se presentó en las listas como parlamentario donde logró su escaño en el Parlamento de Gibraltar y entró en el gobierno presidido por Joshua Hassan, que le nombró ministro de Trabajo y Seguridad Social y posteriormente ministro de Desarrollo Económico y Comercio, hasta que fue nombrado como ministro principal adjunto, convirtiéndose en la mano derecha del jefe de gobierno Joshua Hassan y siendo una pieza clave durante su gobierno. En el año 1976, se presentó como candidato a las elecciones a la alcaldía de la ciudad de Gibraltar donde logró convertirse en el alcalde de Gibraltar, sucediendo a Alfred Vásquez hasta 1978 que fue sucedido por Horace Zammit. Años más tarde en el 1987, se convirtió en el cuarto ministro principal de Gibraltar juramentando su cargo el día 8 de diciembre y sucediendo a su gran amigo Joshua Hassan. Durante su etapa de un año como ministro principal, una de sus gestiones más importantes fue el acuerdo de uso compartido del Aeropuerto de Gibraltar firmado por el Reino Unido y España. Un año más tarde a la llegada de las elecciones generales de 1988, se presentó como candidato principal pero finalmente fue derrotado por Joe Bossano de Partido Socialista Laborista de Gibraltar pasando a ser el líder de la oposición, hasta que en el año 1992 anunció su dimisión como parlamentario y líder del partido Asociación para la Promoción de los Derechos Civiles.
Tiempo más tarde, tras su retirada de la política, Adolfo Canepa regresó como asesor y consultor de los gobiernos posteriores que tras su experiencia política les aconseja en temas legislativos y constitucionales. Durante el gobierno del político Peter Caruana, pasó a formar parte del Gabinete de Relaciones Exteriores. También apoyó al ministro principal en la campaña sobre el referéndum sobre la soberanía de Gibraltar del 2002 para la disputa territorial de Gibraltar, entró en el grupo de reforma constitucional que llevó a cabo la Constitución de Gibraltar del año 2006 y durante los últimos años trabaja en la Unidad Legislativa del país.

## Condecoraciones
- Premio Gibraltar, 10 de diciembre de 2007
- Medalla de Honor de Gibraltar, 2009